# Dian van Leeuwen-Schut
Everdina Jacoba Johanna Elisabeth (Dian) van Leeuwen-Schut (Arnhem, 19 november 1939) is een Nederlandse juriste en oud-politica. Ze was onder meer voorzitter van de VVD en lid van de Eerste Kamer.

## Levensloop
Van Leeuwen-Schut groeide op in Arnhem, en ging daar naar de lagere school en het gymnasium. Aan de Katholieke Universiteit Nijmegen studeerde ze Nederlands recht, gespecialiseerd in arbeidsrecht. Van 1963 tot 1975 werkte ze bij het brood- en meelconcern Meneba, onder andere als bedrijfsjurist. Hierna was ze van 1976 tot 1978 werkzaam als advocaat in Rotterdam.

### Politiek
Van Leeuwen-Schut was in eerste instantie voor de Katholieke Volkspartij (KVP), voor welke partij ze van 16 mei 1968 tot 3 september 1970 in de Rotterdamse gemeenteraad zat.
In 1973 stapte ze over naar de Volkspartij voor Vrijheid en Democratie (VVD). Voor deze partij was ze in 1983 en 1984 lid van de Provinciale Staten van Zuid-Holland. Bij de Teldersstichting, het wetenschappelijk bureau van de VVD, was ze van 1981 tot 1983 voorzitter van de werkgroep emancipatie, en van 1988 tot 1990 van de werkgroep ontgroening en vergrijzing. In 1983 volgde ze Eegje Schoo op als voorzitter van de Emancipatieraad, wat ze tot 1989 bleef.
Bij de verkiezingen van 1991 werd Van Leeuwen-Schut verkozen tot Eerste Kamerlid. Als Eerste Kamerlid was ze woordvoerster volksgezondheid en sociale zaken. Opvallend was dat ze in 1994 tot de minderheid van haar fractie behoorde, die tegen het initiatiefvoorstel van Paul Rosenmöller stemde inzake bevordering arbeidsdeelname allochtonen.
Vanaf 4 oktober 1991 was Van Leeuwen-Schut tevens partijvoorzitter van de VVD. Vanwege haar autoritaire rol als voorzitter, kreeg zij binnen de VVD de bijnaam Stalin van de Koninginnegracht, naar de locatie van het VVD-partijbureau. Na kritiek op haar optreden rond een mogelijk lijsttrekkerschap van Hans Wiegel, stelde ze zich in 1994 niet herkiesbaar als VVD-voorzitter. Op 27 mei 1994 werd ze opgevolgd door Willem Hoekzema.
Per 1 januari 1995 verliet ze tevens de Eerste Kamer. Vanaf deze datum werd ze de eerste voorzitter van het College van Toezicht Sociale Verzekeringen (Ctsv). Ze moest echter al na anderhalf jaar het veld ruimen, vanwege de bestuurlijke problemen bij dat college.

## Nevenfuncties
- Voorzitter SNV (Stichting Nederlandse Vrijwilligers), vanaf april 1994
- Lid Raad van Commissarissen woningcorporatie Com.Wonen te Rotterdam
- Penningmeester Nederlandse Vrouwen Raad
- Lid dagelijks bestuur Nederlandse Vrouwenraad, tot januari 1982
- Lid Stuurgroep Maatschappelijke Discussie Energiebeleid
- Lid Jury Joke Smit-prijs
- Lid Jury Zakenvrouw van het Jaar
- Lid Curatorium Anne Frank-Stichting
- Voorzitter Landelijke Vereniging Thuiszorg
- Voorzitter Raad van Toezicht Centraal Bureau Rijvaardigheidsbewijzen
- Lid Commissie-Stevens inzake belastingvereenvoudiging
- Lid Raad van Advies voor Post en Telecommunicatie
- Lid Stichtingsbestuur Katholieke Universiteit Brabant te Tilburg tot december 2002

## Persoonlijk
Dian van Leeuwen-Schut trouwde in 1970 met Luigi van Leeuwen. Hij was onder meer burgemeester van Capelle aan den IJssel, Zoetermeer en Wassenaar.